# Mahmut Orhan
Mahmut Orhan (Bursa, 11 gennaio 1993) è un produttore discografico e disc jockey turco.

## Biografia
Nato a Bursa, in Turchia inizia a lavorare come disc jockey all'età di 15 anni nella sua città. Successivamente si trasferisce a Istanbul per lavorare in un night club. Nel 2015 inizia ad avere successo dopo la pubblicazione del singolo Age of Emotions. Un anno dopo pubblica assieme alla cantante turca Sena Şener il suo secondo singolo Feel che ha raggiunto il primo posto in classifica su ITunes.

## Discografia

### Album in studio
- 2011 – Undesirable Life

### Album di remix
- 2018 – One

### Singoli
- 2013 – Touch You Again (feat. Senna)
- 2013 – Way to Life
- 2014 – You
- 2014 – It's Time Tonight (con Deeperise)
- 2014 – Herneise (con Boral Kibil)
- 2014 – Everyday
- 2014 – Burning Feelings (con Aytac Kart)
- 2014 – Hold You (con Meliksah Beken)
- 2015 – Honesty (con Bjorn Maria)
- 2016 – Reckless (con Aytac Kart feat. Elif)
- 2016 – Feel (feat. Sena Şener)
- 2017 – Save Me (feat. Eneli)
- 2018 – 6 Days (con Colonel Bagshot)
- 2019 – Schhh (feat. Irina Rimes)
- 2019 – Hero (feat. Irina Rimes)
- 2019 – 6 Feet (con Thomas Newson feat. Jason Gaffner)
- 2020 – Nu vreau (feat. Irina Rimes)
- 2020 – In Control (con Ali Arutan feat. Selin)
- 2021 – Fly Above (con Sena Şener)
- 2021 – Lost (con Giolì & Assia)
- 2022 – Forgive Me (con i Sofi Tukker)
- 2022 – Dönmem ben sana (con Selin)